# Кальварія (скульптура)

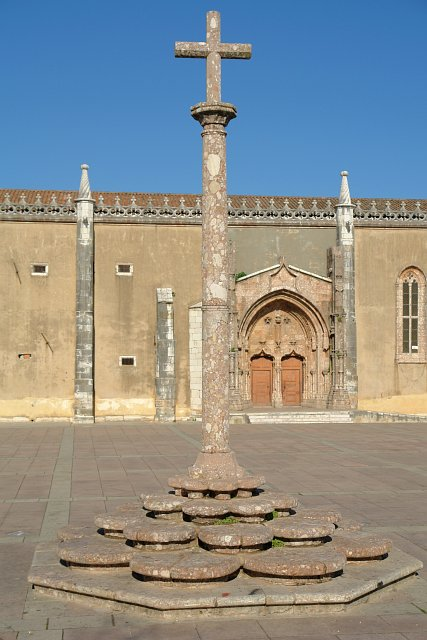
Кальварія в Ісусовому монастирі (Сетубал, Португалія)

Кальва́рія (від лат. Calvaria, «Голгофа»; англ. calvary, італ. calvario, фр. calvaire) — у католицьких країнах скульптура у вигляді східчастого постаменту з колоною, яку увінчує хрест або розп'яття. Символізує Голгофу, місце страждань і смерті Ісуса Христа. Зазвичай виготовлялася з каменю. Встановлювалася поруч з церквами і цвинтарями, а також на висотах і роздоріжжях. Служила знаком того, що населення цієї місцевості сповідує християнство. Одночасно виконувала роль придорожнього хреста. Типова для Італії, Франції (Бретані), Бельгії, Іспанії (Галісії), Португалії, іспаномовних і португаломовних країн, Ірландії і частково Англії. Найдавніші зразки, що збереглися, датуються серединою XV століття й розташовані у бретонському містечку Сен-Жан-Тролімон. Більшість скульптур збудована після XVI століття внаслідок Католицької реформи як маніфестація відданості католицькій вірі. Також — хрест, розп'яття, голгофа (порт. cruzeiro, гал. cruceiro, ісп. crucero).

## Галерея

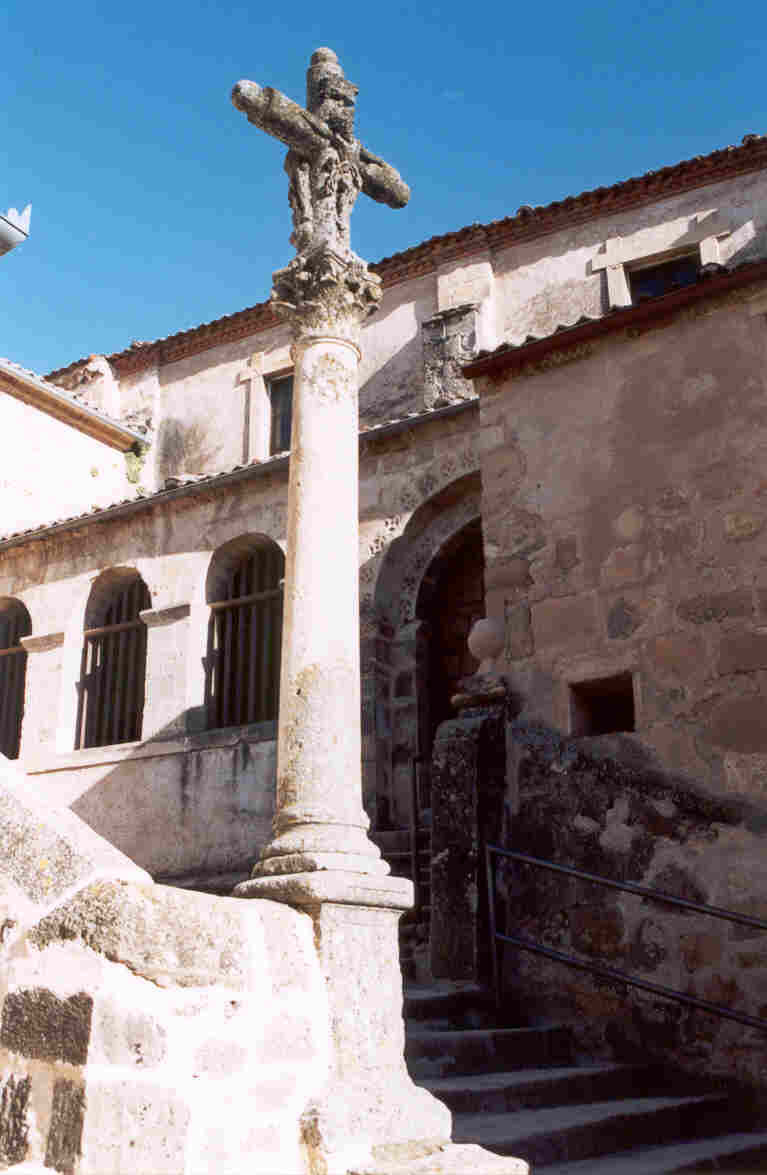
Іспанія
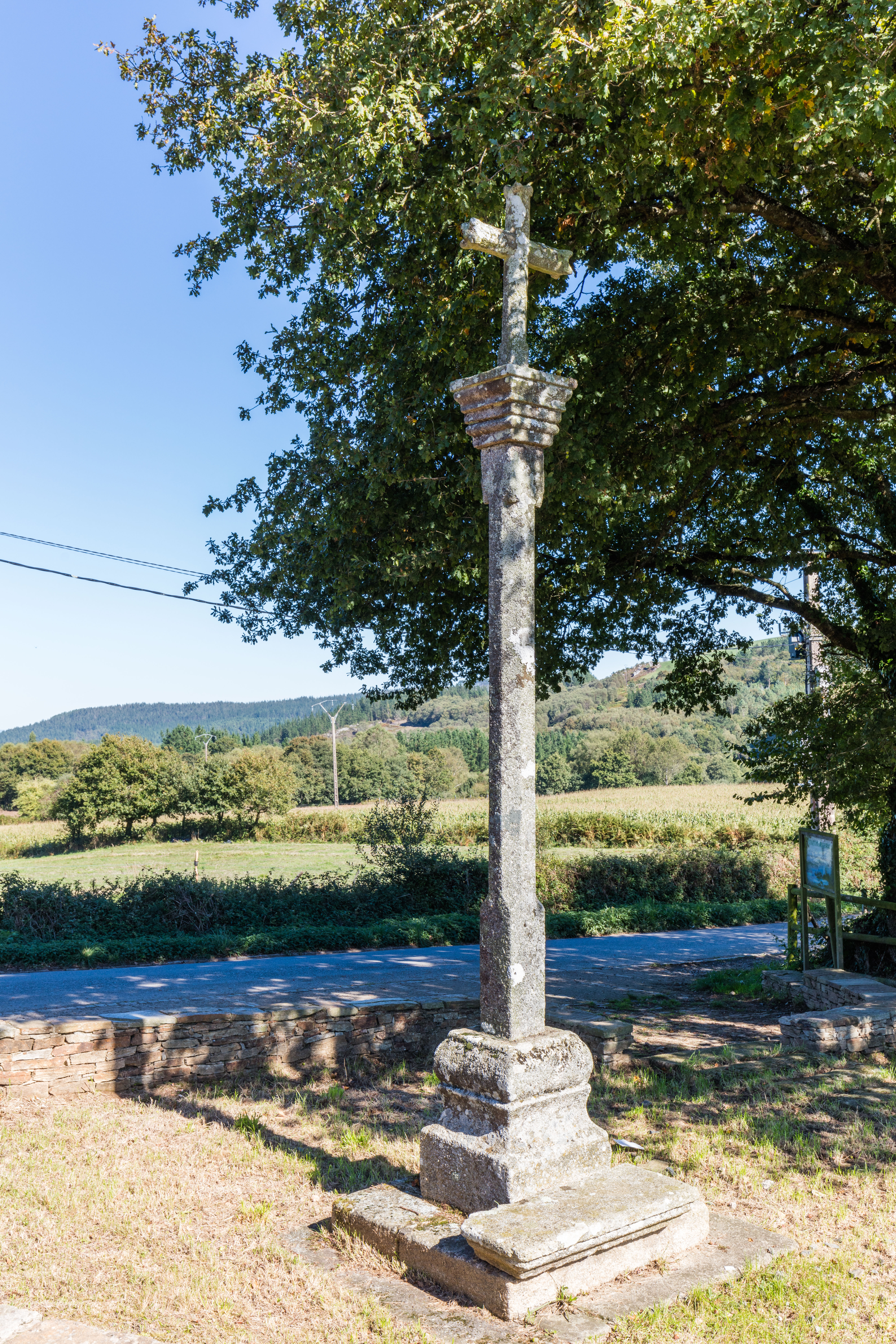
Галісія
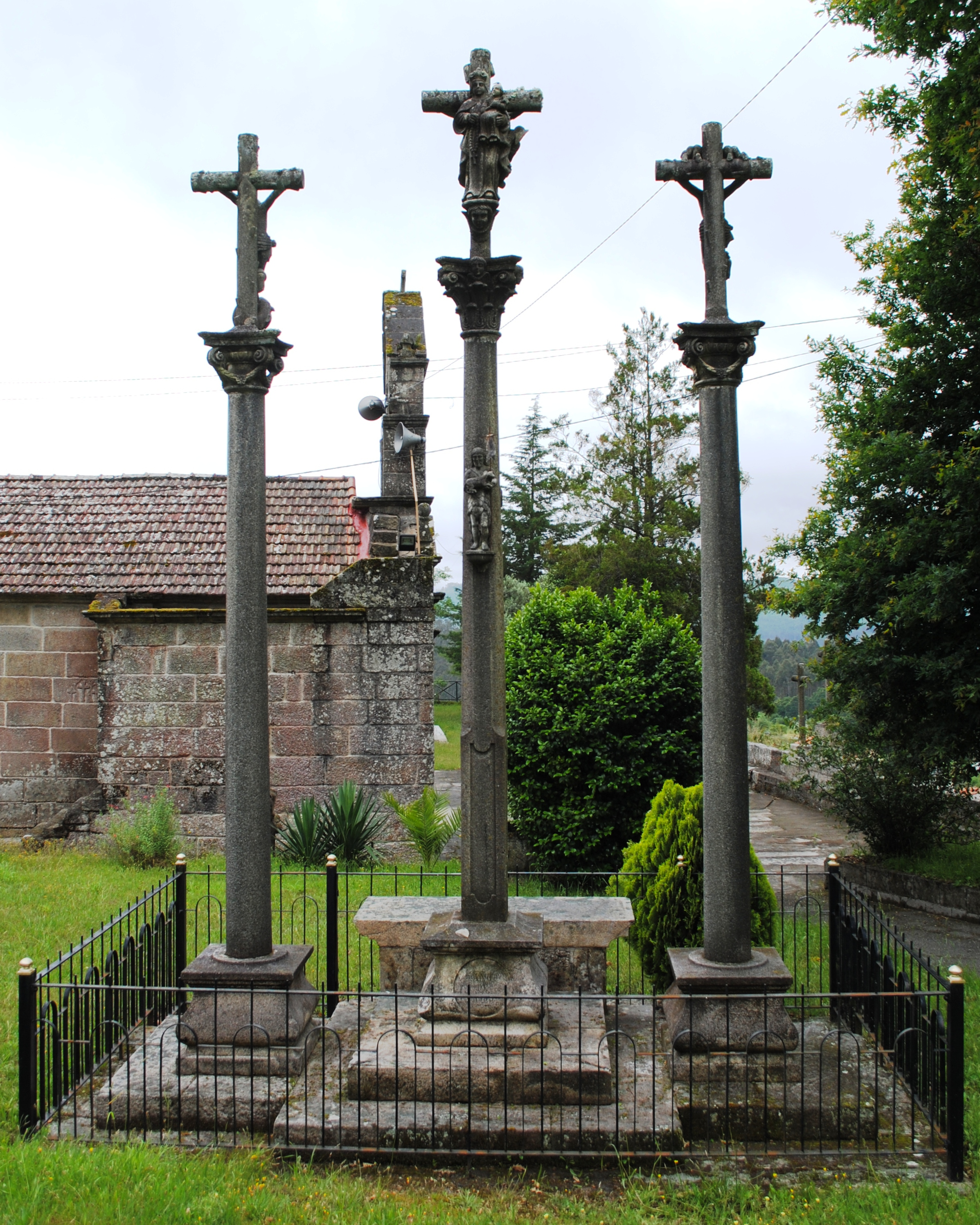
Галісія
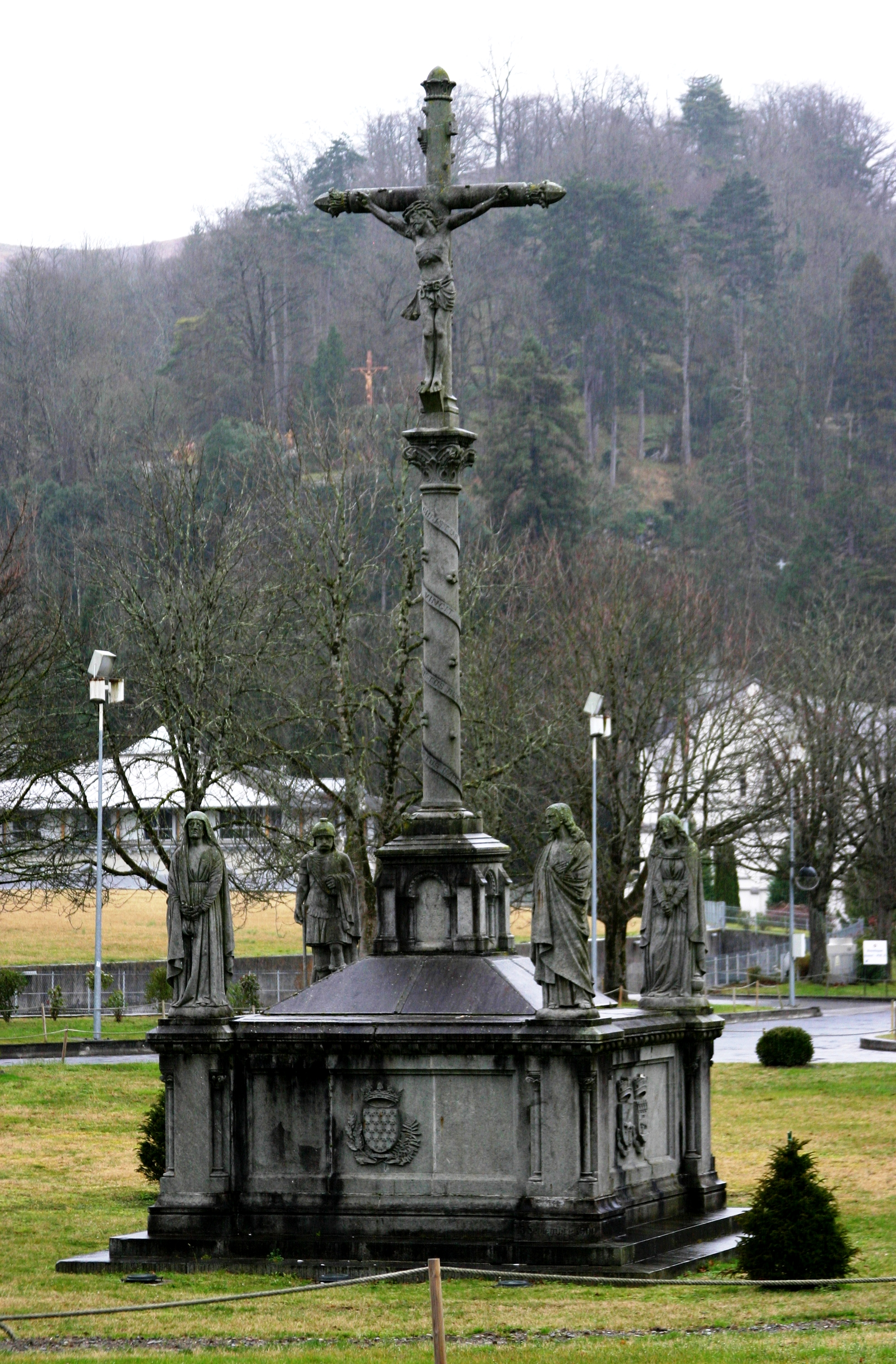
Бретань
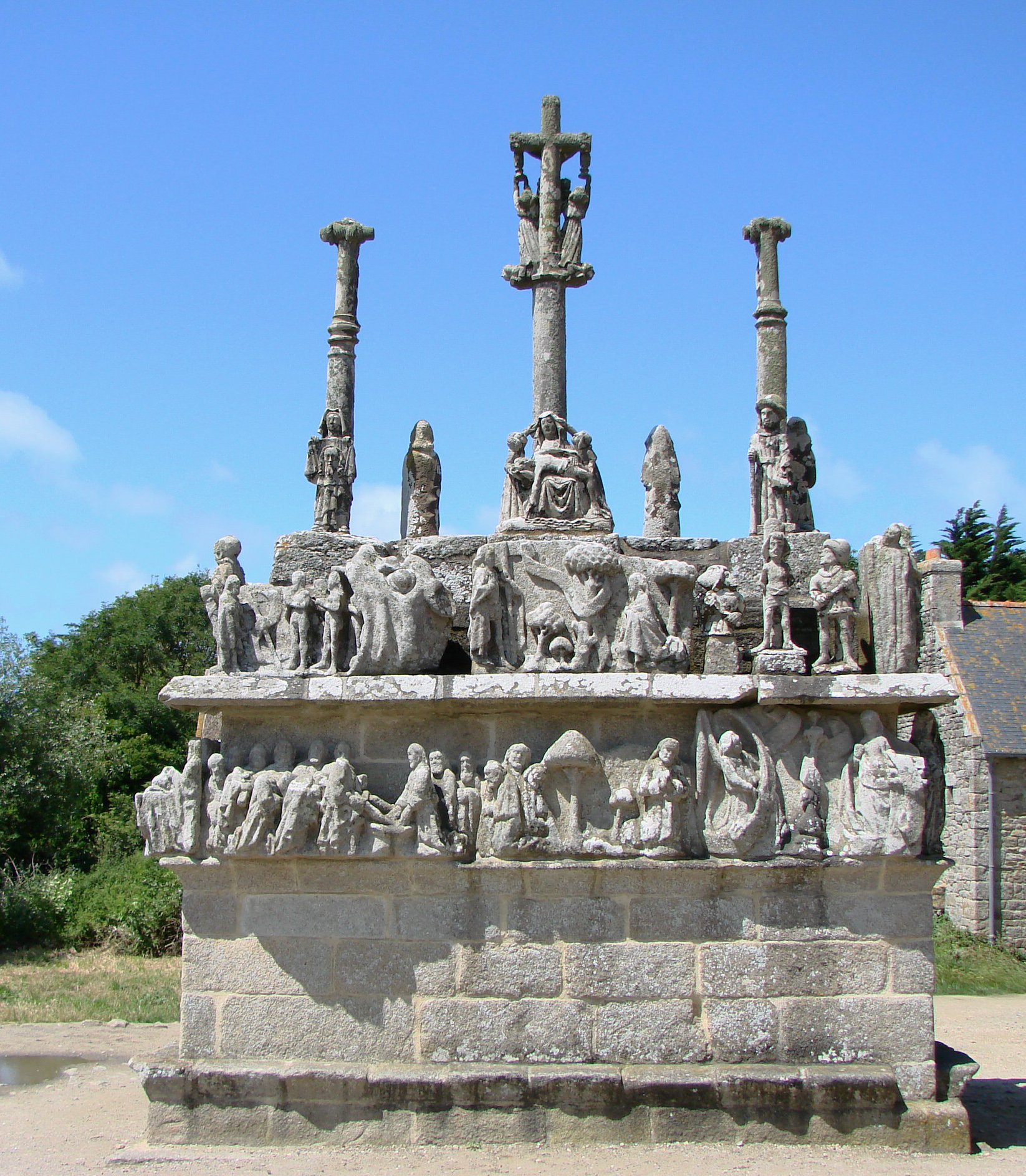
Сен-Жан-Тролімон

## У геральдиці

Голгофський (кальварійський) хрест
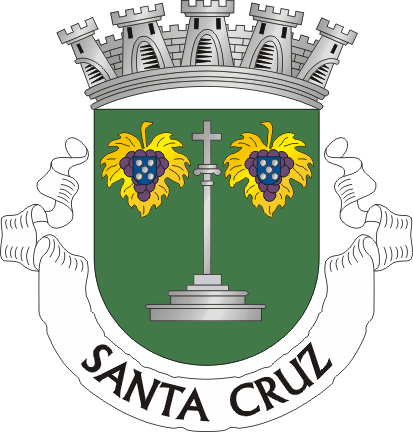
Санта-Круш
Герб Ромен